# Valeriana chaerophylloides
Valeriana chaerophylloides är en kaprifolväxtart som beskrevs av James Edward Smith. Valeriana chaerophylloides ingår i släktet vänderötter, och familjen kaprifolväxter. Inga underarter finns listade i Catalogue of Life.